# Amphineuron opulentum
Amphineuron opulentum là một loài thực vật có mạch trong họ Thelypteridaceae. Loài này được (Kaulf.) Holttum mô tả khoa học đầu tiên năm 1971.